# Hajrenjac
Hajrenjac – wieś w Armenii, w prowincji Szirak. W 2011 roku liczyła 856 mieszkańców.